# José Pérides
José Pérides (Tete, 1935. április 18. – )  portugál válogatott labdarúgó, középpályás.

## Pályafutása

#### Klubcsapatban
Pérides 1954 és 1956 között a portugál Académica csapatában futballozott. 1955 és 1964 között a Sporting CP labdarúgója volt, amellyel kétszer nyert portugál bajnoki címet, egyszer portugál kupát, valamint 1964-ben Kupagyőztesek Európa-kupáját. 1964 és 1966 között a szintén portugál élvonalbeli Benfica csapatában játszott; tagja volt az 
1964–65-ös idényben bajnoki címet szerző és Bajnokcsapatok Európa-kupája döntős csapatnak. 1967-ben a Sanjoanense csapatából vonult vissza.

#### A válogatottban
1961 októberben két alkalommal szerepelt a portugál válogatottban.

## Sikerei, díjai

### Játékosként
- Sporting CP
  - Portugál bajnok: 1957–58, 1961–62
  - Portugál kupagyőztes: 1962–63
  - Kupagyőztesek Európa-kupája: 1963–64
- Benfica
  - Portugál bajnok: 1964–65
  - Bajnokcsapatok Európa-kupája döntős: 1964–65